# Lingua taliscia
La lingua taliscia (Tolışi / Толыши / تالشی زَوُن) è una lingua iranica nord-occidentale, parlata nelle regioni settentrionali delle province iraniane di Gilan e Ardabil, e nelle regioni meridionali della Repubblica dell'Azerbaigian. La lingua taliscia è strettamente legata alla lingua tati. Storicamente, la lingua e il popolo taliscio possono essere tracciati dal periodo medio-iranico fino agli antichi medi. La lingua taliscia include vari dialetti, di solito separati in tre gruppi: settentrionali (in Azerbaigian e Iran), centrali (Iran) e meridionali (Iran). C'è un'ampia varietà di stime sul numero di parlanti della lingua taliscia, con le cifre più affidabili che variano tra 500.000 e un milione di parlanti. Il taliscio è solo parzialmente intelligibile con la lingua persiana, ed è classificato come "vulnerabile" nel Libro Rosso Unesco delle lingue in pericolo.

## Dialetti
| Dialetti talisci                                                   | Dialetti talisci                                                           | Dialetti talisci                                 |
| Settentrionali (in Azerbaijan, e in Iran da Anbaran a Lavandavil): | Centrali (in Iran, provincia di Gilan, da Haviq a Taleshdula/Rezvanshahr): | Meridionali (in Iran, da Khushabar a Fumanat):   |
| ------------------------------------------------------------------ | -------------------------------------------------------------------------- | ------------------------------------------------ |
| Astara, Lankaran, Lerik, Masalli, Karaganrud/Kotbesara, Lavandavil | Taleshdula, Asalem, Tularud                                                | Khushabar, Shanderman, Masule, Masal, Siahmazgar |

I dialetti settentrionali hanno alcuni differenze salienti rispetto a quelli centrali o meridionali, ad esempio:
| Taleshdulaei | esempio | Lankarani | esempio | significato |
| ------------ | ------- | --------- | ------- | ----------- |
| â            | âvaina  | u         | uvai:na | specchio    |
| â            | dâr     | u         | du      | albero      |
| a            | za      | â         | zârd    | giallo      |
| u/o          | morjena | â         | mârjena | formica     |
| x            | xetē    | h         | htē     | dormire     |
| j            | gij     | ž         | giž     | confuso     |

### Monottonghi
| IPA                                                                                            | 1929–1938 | ISO 9 | Alfabeto arabo-persiano | KNAB (199x(2.0)) | Cirillico | Altra romanizzazione | Esempio              |
| ---------------------------------------------------------------------------------------------- | --------- | ----- | ----------------------- | ---------------- | --------- | -------------------- | -------------------- |
| ɒː                                                                                             | a         | a     | آ, ا                    | a                | a         | â                    | âv                   |
| æ                                                                                              | a         | a̋     | َ, اَ                     | ǝ                | ә         | a, ä                 | asta                 |
| ə                                                                                              | ә         | -     | ِ, اِ or َ, اَ              | ə                | ə         | e, a                 | esa                  |
| eː                                                                                             | e         | e     | ِ, اِ                     | e                | e         | e                    | nemek                |
| o                                                                                              | o         | o     | ا, ُ, و                  | o                | о         | o                    | šalvo                |
| u                                                                                              | u         | u     | او, و                   | u                | y         | u                    | udmi                 |
| y                                                                                              | u         | -     | او, و                   | ü                | y         | ü                    | salü, kü, düri, Imrü |
| i                                                                                              | ъ         | y     | ای, ی                   | ı                | ы         | i                    | bila                 |
| iː                                                                                             | i         | i     | ای, ی                   | i                | и         | i, ị                 | neči, xist           |
| Notes: ISO 9 standardization is dated 1995. 2.0 KNAB romanization is based on the Azeri Latin. |           |       |                         |                  |           |                      |                      |

### Dittonghi
| IPA | Alfabeto arabo-persiano | Romanizzazione | Esempio                                   |
| --- | ----------------------- | -------------- | ----------------------------------------- |
| ɒːɪ | آی, ای                  | âi, ây         | bâyl, dây                                 |
| aʊ  | اَو                      | aw             | dawlat                                    |
| æɪ  | اَی                      | ai, ay         | ayvona, ayr                               |
| oʊ  | اُو                      | ow, au         | kow                                       |
| eɪ  | اِی                      | ey, ei, ay, ai | keybânu                                   |
| æːɐ | اَ                       | ah             | zuah, soahvona, buah, yuahnd, kuah, kuahj |
| eːɐ | اِ                       | eh             | âdueh, sueh, danue'eh                     |
| ɔʏ  | اُی                      | oy             | doym, doymlavar                           |

### Consonanti
| IPA                                                                                            | 1929–1938 | ISO 9 | Alfabeto arabo-persiano | KNAB (199x(2.0)) | Cirillico | Altra romanizzazione | Esempio                             |
| ---------------------------------------------------------------------------------------------- | --------- | ----- | ----------------------- | ---------------- | --------- | -------------------- | ----------------------------------- |
| p                                                                                              | p         | p     | پ                       | p                | п         | p                    | pitâr                               |
| b                                                                                              | в         | b     | ب                       | b                | б         | b                    | bejâr                               |
| t                                                                                              | t         | t     | ت, ط                    | t                | т         | t                    | tiž                                 |
| d                                                                                              | d         | d     | د                       | d                | д         | d                    | debla                               |
| k                                                                                              | k         | k     | ک                       | k                | к         | k                    | kel                                 |
| ɡ                                                                                              | g         | g     | گ                       | g                | г         | g                    | gaf                                 |
| ɣ                                                                                              | ƣ         | ġ     | غ                       | ğ                | ғ         | gh                   | ghuša                               |
| q                                                                                              | q         | k̂     | ق                       | q                | ҝ         | q                    | qarz                                |
| tʃ                                                                                             | c, ç      | č     | چ                       | ç                | ч         | ch, č, c             | čâki                                |
| dʒ                                                                                             | j         | ĉ     | ج                       | c                | ҹ         | j, ĵ                 | jâr                                 |
| f                                                                                              | f         | f     | ف                       | f                | ф         | f                    | fel                                 |
| v                                                                                              | v         | v     | و                       | v                | в         | v                    | vaj                                 |
| s                                                                                              | s         | s     | س, ص, ث                 | s                | с         | s                    | savz                                |
| z                                                                                              | z         | z     | ز, ذ, ض, ظ              | z                | з         | z                    | zeng                                |
| ʃ                                                                                              | ş         | š     | ش                       | ş                | ш         | sh                   | šav                                 |
| ʒ                                                                                              | ƶ         | ž     | ژ                       | j                | ж         | zh                   | ža                                  |
| x                                                                                              | x         | h     | خ                       | x                | x         | kh                   | xâsta                               |
| h                                                                                              | h         | ḥ     | ه, ح                    | h                | һ         | h                    | haka                                |
| m                                                                                              | m         | m     | م                       | m                | м         | m                    | muža                                |
| n                                                                                              | n         | n     | ن                       | n                | н         | n                    | nân                                 |
| l                                                                                              | l         | l     | ل                       | l                | л         | l                    | lar                                 |
| "L mixed with I" (maybe lʲ?)                                                                   | -         | -     | -                       | -                | -         | -                    | xâlâ, avâla, dalâ, domlavar, dalaza |
| ɾ                                                                                              | r         | r     | ر                       | r                | р         | r                    | raz                                 |
| j                                                                                              | y         | j     | ی                       | y                | ј         | y, j                 | yânza                               |
| Notes: ISO 9 standardization is dated 1995. 2.0 KNAB romanization is based on the Azeri Latin. |           |       |                         |                  |           |                      |                                     |

### Differenze col persiano
Le differenze fonologiche generali tra dialetti talisci e persiano sono le seguenti:
| taliscio             | esempio    | persiano   | esempio | significato    |
| -------------------- | ---------- | ---------- | ------- | -------------- |
| u                    | duna       | â          | dâne    | seme           |
| i                    | insân      | e iniziale | ensân   | essere umano   |
| e                    | tarâze     | u          | terâzu  | bilancia       |
| e                    | xerâk      | o          | xorâk   | cibo           |
| a in parole composte | mâng-a-tâv | ∅          | mah-tâb | chiaro di luna |
| v                    | âv         | b          | âb      | acqua          |
| f                    | sif        | b          | sib     | mela           |
| x                    | xâsta      | h          | âheste  | lento          |
| t                    | tert       | d          | tord    | fragile        |
| j                    | mija       | ž          | može    | ciglia         |
| m                    | šamba      | n          | šanbe   | sabato         |
| ∅                    | mēra       | h mediana  | mohre   | perla          |
| ∅                    | ku         | h finale   | kuh     | montagna       |

## Vocabolario
| Italiano          | Zazaki               | Centrale (Taleshdulaei) | Meridionale(Khushabari / Shandermani) | Tati (Kelori / Geluzani) | Taliscio       | Persiano                |
| ----------------- | -------------------- | ----------------------- | ------------------------------------- | ------------------------ | -------------- | ----------------------- |
| grande            | pilla                | ?                       | yâl                                   | yâl                      | pilla          | bozorg, gat, (yal, pil) |
| ragazzo, figlio   | za                   | zoa, zua                | zôa, zue                              | zu'a, zoa                | zâ             | Pesar                   |
| sposa             | veyv                 | vayü                    | vayu                                  | gēša, veyb               | vayu, vēi      | arus                    |
| gatto             | pisink               | kete, pišik, piš        | peču                                  | peču, pešu, piši         | pešu           | gorbe, piši             |
| piangere, gridare | berma                | bamē                    | beramestē                             | beramē                   | beramesan      | geristan                |
| ragazzina, figlia | keyna/kille          | kina, kela              | kilu, kela                            | kina, kel(l)a            | kille, kilik   | doxtar                  |
| giorno            | roc/roz              | rüž, ruj                | ruz                                   | ruz, roz                 | ruz            | ruz                     |
| mangiare          | hverde               | hardē                   | hardē                                 | hardē                    | hardan         | xordan                  |
| uovo              | heak, uvay           | uva, muqna, uya         | âgla                                  | merqona                  | xâ, merqowna   | toxme morq              |
| occhio            | çem                  | čâš                     | čaš, čam                              | čēm                      | čašm           | čašm                    |
| padre             | per, piyer           | dada, piya, biya        | dada                                  | ?                        | pē             | pedar                   |
| aver paura        | tarsey               | purnē, târsē            | târsinē, tarsestē                     | tarsē                    | tarsesan       | tarsidan                |
| bandiera          | bayrok               | filak                   | parčam                                | ?                        | ?              | parčam, derafš          |
| cibo              | xuruk                | xerâk                   | xerâk                                 | xerâk                    | xuruk          | xorâk                   |
| andare            | şè                   | šē                      | šē                                    | šē                       | šiyan          | raftan (šodan)          |
| casa              | kàye/ka              | ka                      | ka                                    | ka                       | ka             | xâne                    |
| lingua            | zıvon, zun           | zivon                   | zun                                   | zavon                    | zuân           | zabân                   |
| luna              | aşm, meng            | mâng, uvešim            | mâng                                  | mang                     | mung, meng     | mâh                     |
| madre             | mar,may, mayer       | mua, mu, nana           | nana                                  | ?                        | mâ, dēdē, nana | mâdar, nane             |
| bocca             | fek, gavé            | qav, gav                | ga, gav, ga(f)                        | qar                      | gar            | dahân, kak              |
| notte             | şaw                  | šav                     | şaw                                   | šav                      | šav            | šab                     |
| nord              | şımal                | kubasu                  | šimâl                                 | ?                        | ?              | šemâl                   |
| riso              | berzé                | berz                    | berz                                  | berj                     | berenj         | berenj                  |
| dire              | vâtē                 | votē                    | vâtē                                  | vâtē                     | vâtan          | goftan                  |
| sorella           | Xvâyer               | huva, hova, ho          | xâlâ, xolo                            | xâ                       | xâv, xâ        | xâhar                   |
| piccolo           | kuşkek               | ruk, gada               | ruk                                   | ruk                      | velle, xš      | kučak                   |
| tramonto          | maqrib               | šânga                   | maqrib                                | ?                        | ?              | maqreb                  |
| alba              | tinc, aftab, xvorşid | şefhaši                 | âftâv                                 | ?                        | ?              | âftâb                   |
| acqua             | ov, av               | uv, ôv                  | âv                                    | âv                       | âv             | âb                      |
| donna, moglie     | cen                  | žēn                     | žēn, žen                              | yen, žen                 | zanle, zan     | zan                     |
| ieri              | vizer                | zina                    | zir, izer                             | zir, zer                 | zir            | diruz, di               |